# Julian Roffman
Julian Roffman est un producteur, scénariste et réalisateur canadien né en 1919 à Montréal (Canada) et mort en novembre 2000.

## Filmographie

### Comme producteur
- 1950 : Sarumba
- 1959 : The Bloody Brood (en)
- 1961 : Les Yeux de l'enfer (en) (The Mask)
- 1965 : Berlin, opération 'Laser' (en) (Berlino - Appuntamento per le spie)
- 1969 : Explosion
- 1973 : La Lunule (The Pyx)
- 1979 : Gant d'acier (en) (The Glove)

### Comme scénariste
- 1979 : Gant d'acier (en) (The Glove)
- 1987 : Shades of Love: The Rose Cafe (TV)
- 1987 : Shades of Love: The Garnet Princess (TV)
- 1987 : Shades of Love: Sincerely, Violet (vidéo)
- 1987 : Shades of Love: Champagne for Two (vidéo)

### Comme réalisateur
- 1959 : The Bloody Brood (en)
- 1961 : Les Yeux de l'enfer (en) (The Mask)